# Saint-Rémy-en-Rollat
Saint-Rémy-en-Rollat (okzitanisch: Sent Remaï) ist eine französische Gemeinde mit 1.769 Einwohnern (Stand: 1. Januar 2022) im Département Allier  in der Region Auvergne-Rhône-Alpes. Sie ist dem Kanton Vichy-1 und dem Arrondissement Vichy zugeteilt.

## Geografie
Saint-Rémy-en-Rollat liegt sieben Kilometer nordnordwestlich von Vichy in der Landschaft Limagne bourbonnaise am linken (westlichen) Ufer des Allier, der die östliche Gemeindegrenze bildet. Umgeben wird Saint-Rémy-en-Rollat von den Nachbargemeinden Marcenat im Norden, Billy im Nordosten, Saint-Germain-des-Fossés im Osten, Creuzier-le-Vieux im Südosten, Charmeil im Süden, Vendat im Süden und Südwesten, Broût-Vernet im Westen sowie Saint-Didier-la-Forêt im Nordwesten.

## Bevölkerungsentwicklung
| Jahr                       | 1962 | 1968 | 1975 | 1982 | 1990 | 1999 | 2006 | 2018 |
| -------------------------- | ---- | ---- | ---- | ---- | ---- | ---- | ---- | ---- |
| Einwohner                  | 930  | 985  | 1078 | 1265 | 1407 | 1455 | 1550 | 1716 |
| Quellen: Cassini und INSEE |      |      |      |      |      |      |      |      |

## Sehenswürdigkeiten

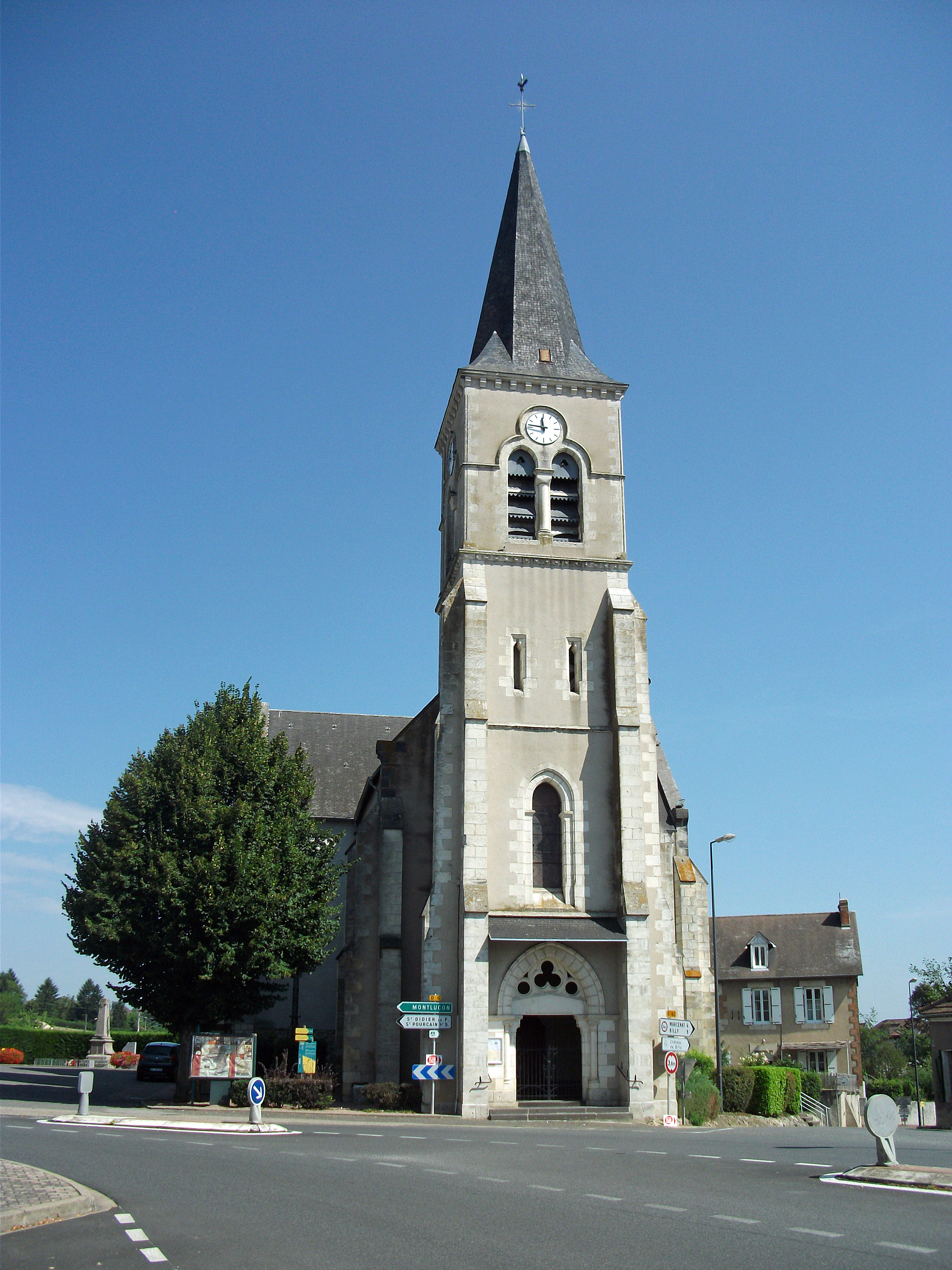
Kirche Saint-Rémy

- Kirche Saint-Rémy aus dem 19. Jahrhundert
- Wallburg aus dem 10. Jahrhundert
- Schloss Le Chambon aus dem 14. Jahrhundert, Umbauten aus dem 17. Jahrhundert, Monument historique seit 1977

Siehe auch: Liste der Monuments historiques in Saint-Rémy-en-Rollat